# Dominique-Marie Dauzet
Dominique-Marie Dauzet, né en 1961, est un prêtre catholique et historien français.

## Biographie

### Jeunesse
Né en 1961, Dominique-Marie Dauzet est élève à Sainte-Croix de Neuilly où il obtient son baccalauréat en 1978.Il chante durant son enfance à la Maîtrise des Petits Chanteurs de Sainte-Croix de Neuilly, puis rejoint le chœur grégorien de Paris.

### Parcours religieux
Dominique-Marie Dauzet est chanoine régulier prémontré depuis 1985, profès de l'abbaye Saint-Martin de Mondaye en Normandie. Entre 1997-2000 et 2006-2013, il est aumônier au centre pénitentiaire de Caen, et conservateur des Archives diocésaines de Bayeux. De 2013 à 2016, il vit à l'abbaye de Mirasole (Milan, Lombardie) dont il est prieur à partir de 2014. En juin 2016, il rentre à Mondaye. Il est actuellement maître des jeunes frères dans son abbaye, préfet des études de Mondaye, professeur de théologie spirituelle au Centre d’études théologiques de Caen.
Il habite depuis 2022 au monastère de Sarrance dans les Pyrénées, vallée d'Aspe.

### Carrière académique
Dominique-Marie Dauzet est maître en théologie (Institut catholique de Paris) et docteur en « histoire des religions et des systèmes de la pensée » de l'EPHE-Sorbonne (thèse avec Claude Langlois). Entre 2001 et 2005, il est chargé de conférences à l'École pratique des hautes études (« Histoire et sociologie du catholicisme contemporain »). Il a publié de nombreux travaux d'histoire de la religion et de la spiritualité. En 1996, il reçoit le prix Montyon pour Petite vie de saint Norbert et en 2007, il reçoit le prix du Cardinal Grente de l'Académie française pour La Mystique bien tempérée : écriture féminine de l'expérience spirituelle XIXe – XXe siècle. En 2010, il a publié (en codirection avec Frédéric Le Moigne) un Dictionnaire des évêques de France au XXe siècle, qui recense plus de 700 prélats en poste en France entre 1905 et 2005.
En 2017, il devient membre du Service national de pastorale liturgique et sacramentelle (SNPLS) à la Conférence des évêques de France, chargé du dossier « Liturgie des heures ».
En 2018, il est candidat à la succession d'Alain Decaux à l'Académie française. Recueillant deux voix, il est battu par Patrick Grainville. Il est membre associé correspondant de l'Académie des Sciences, Arts et Belles-Lettres de Caen.

## Publications
- La voie canoniale dans l'Église d'aujourd'hui, (dir.), Namur : Vie consacrée, 1994, 175  p.
- Petite Vie de saint Norbert, 1080-1134, Desclée de Brouwer, 1995, 207 p. (traduction en italien, 2000 et en tchèque, 2014)
- Saint Martin de Tours, Fayard, 1998. (traduit en italien, 1998)
- Les Prémontrés et la Lorraine - XIIe – XVIIIe siècles, (dir.), Beauchesne, 1998, 324  p.
- Les Prémontrés au XIXe siècle : traditions et renouveau, (dir.), Le Cerf, 2000, 365  p.
- Marie Odiot de la Paillonne : fondatrice des Norbertines de Bonlieu. Drôme 1840-1905, Brepols, 2001.
- Petite Vie de Sainte Foy, Desclée de Brouwer, 2002, 119 p.
- Abbatiat et abbés dans l'ordre de Prémontré, (dir.), Brepols, 2005.
- La Mystique bien tempérée : écriture féminine de l'expérience spirituelle XIXe – XXe siècle, Le Cerf, 2006, 381 p.
- Claire de Castelbajac : Que ma joie demeure, Presses de la Renaissance, 2010, 247 p.
- Dictionnaire des Évêques de France au XXe siècle, (dir. avec F. Le Moigne), Le Cerf, 2010, 848 p.
- L'ordre de Prémontré au XVIIIe siècle, (dir. avec M. Plouvier), Peter Lang, 2011, 314 p.
- Thérèse au tribunal. Actes du colloque du centenaire du procès de béatification de Thérèse de l'Enfant-Jésus. En co-direction avec Claude Langlois. Le Cerf, 2015, 444 p.
- L'ordre de Prémontré, Neuf cents ans d'histoire. Salvator, 578 p.

## Prix
- Lauréat de l'Académie des Sciences, Arts et Belles-Lettres de Caen (1996) [4]
- Prix Montyon de l'Académie française (1996) [1]
- Prix du Cardinal Grente de l'Académie française (2007) [1]